# بريون (إزار)
بريون هي بلدية في إزار في جنوب شرق فرنسا.